# Johan Fano
Johan Fano (Huánuco, 9 de agosto de 1978) es un exfutbolista peruano. Jugaba de delantero y su último equipo como jugador fue el Sport Boys. Actualmente es el delegado deportivo de las Águilas Doradas de la Primera División de Colombia.

## Biografía
Johan Fano nació en la ciudad de Huánuco el 9 de agosto de 1978. Es hijo de Javier Fano Argandoña († 2021) y Julia Espinoza. Empezó a jugar al fútbol desde los diez años de edad en la selección del Colegio San Luis Gonzaga de su ciudad natal. Cuando se encontraba cursando el último año de educación secundaria, tuvo la oportunidad de disputar la final del Interescolar Nacional en el año 1994. Fue jugando esos campeonatos que descubrió que quería convertirse en futbolista profesional y la oportunidad no tardó en llegar.

## Jugador
A la par de los campeonatos escolares, Johan Fano pertenecía al equipo juvenil del León de Huánuco. El entrenador del primer equipo, César Chacón, se quedó impresionado por las aptitudes futbolísticas de Johan y cuando tan sólo tenía 16 años de edad lo invitó a entrenar con el equipo que participaba, en ese entonces, en el Campeonato Descentralizado. Desde que debutó jugó en: León de Huánuco, Unión Minas, Sport Agustino , Alcides Vigo, Deportivo Pesquero (club con el que descendió en el Campeonato Descentralizado 1999), Sport Boys (consiguió el cupo a la Copa Libertadores 2001 además de ser el goleador de su equipo en el 2001 con 17 tantos), Alianza Lima (clasifica a la Copa Libertadores 2003) , Coronel Bolognesi (fue el goleador del equipo con 29 goles) y Universitario de Deportes (fue el goleador del torneo con 19 goles).
Contra Bolognesi marcó su gol 100 en el fútbol peruano, en el partido que Universitario de Deportes empató frente a Coronel Bolognesi 1-1. En el año 2008, luego de una controversia con el técnico Ricardo Gareca, emigró al fútbol colombiano y se incorporó al Once Caldas donde quedó campeón el Torneo Apertura 2009 y logró convertir 13 goles siendo el segundo máximo goleador del campeonato. Luego de un mal segundo semestre salió del Once Caldas. jugando para el Once Caldas en el Torneo Finalización 2008 en la fecha cinco frente al campeón  del Torneo Apertura el  Boyacá Chicó el sábado 16 de agosto de 2008 el mismo fingió una falta en el área que el árbitro sancionó como penalti y luego él convertiría en Gol y en la fecha 1 de los cuadrangulares semifinales fue Ariel Carreño el que fingió una falta del defensor Ever Palacios  después el árbitro sancionó penalti y el delantero Johan Fano convertiría el gol de la victoria 2-1 del Torneo Apertura 2009  el domingo 24 de mayo de 2009 frente al mismo equipo el Boyacá Chicó .Para 2010, luego de recibir ofertas del Deportivo Cali, fichó por el club mexicano Atlante, durante su estadía en México, fue el goleador de su equipo. A fines de ese mismo año, regresó al Universitario de Deportes en el cual convirtió 12 goles, 10 por el Campeonato Descentralizado 2011 y 2 en la Copa Sudamericana 2011 llegando hasta cuartos de final siendo eliminado por Vasco da Gama.
A mediados de diciembre de 2011 firmó un contrato con Atlético Nacional de Colombia. Jugó la Copa Libertadores 2012 llegando hasta octavos de final perdiendo en octavos de final contra Vélez Sarsfield Después de una temporada no tan buena en Atlético Nacional, el entrenador Leonel Álvarez lo contrató para jugar en Águilas Doradas.
Fano comenzó siendo el goleador del torneo después de marcarle dos goles a Equidad y uno a Atlético Nacional de tiro penal consiguiendo así la clasificación a la Copa Sudamericana 2013 con las águilas. El 6 de noviembre de 2013 anunció su retiro del fútbol profesional, sin embargo se retractó y en 2014 jugó el Torneo del Inca para el equipo con el que debutó, León de Huánuco. Cuando iba a empezar el Torneo Apertura, decidió regresar Águilas Doradas donde permaneció hasta finales del 2015 con el club participó en la Copa Sudamericana 2015 siendo eliminados por Olimpia. Luego de ser goleador con el UTC de Cajamarca ficha por el Sport Boys de la Segunda División del Perú.
El 25 de enero de 2018 decide retirarse de la práctica de fútbol profesional.

## En la dirección técnica
Luego de retirarse como futbolista Johan regresó a Colombia donde reside con sus hijos y esposa además está terminando de escribir su libro e hizo parte del cuerpo técnico del Cacique Bernal juntó con Jeringa Guzmán en el equipo Águilas Doradas Rionegro. También fue comentarista en ESPN Perú en 2018.
El 16 de noviembre de 2021 fue anunciado como nuevo entrenador del Águilas Doradas Rionegro en reemplazo del italo-venezolano Francesco Stifano. Dirigió como interino en la última fecha del torneo finalización 2021 y posteriormente la pretemporada del club hasta el día 31 de diciembre de 2021 cuando se anunció a Leonel Álvarez como el nuevo DT.

## Selección nacional
Fue internacional con la selección de fútbol del Perú en 17 ocasiones y marcó 3 goles. Debutó el 27 de agosto de 2003, en un encuentro amistoso ante la selección de Guatemala que finalizó con marcador de 0-0.
| \| Gol \| Fecha \| Ciudad \| Oponente \| Score \| Resultado \| Competencia \| \| --- \| ---------- \| ------ \| --------- \| ----- \| --------- \| -------------------------- \| \| 1. \| 10-09-2008 \| Lima \| Argentina \| 1:1 \| Empate \| Clasificación Mundial 2010 \| \| 2. \| 29-03-2009 \| Lima \| Chile \| 1:3 \| Derrota \| Clasificación Mundial 2010 \| \| 3. \| 14-10-2009 \| Lima \| Bolivia \| 1:0 \| Victoria \| Clasificación Mundial 2010 \| |            |        |           |       |           |                            |
| Gol | Fecha      | Ciudad | Oponente  | Score | Resultado | Competencia                |
| 1. | 10-09-2008 | Lima   | Argentina | 1:1   | Empate    | Clasificación Mundial 2010 |
| 2. | 29-03-2009 | Lima   | Chile     | 1:3   | Derrota   | Clasificación Mundial 2010 |
| 3. | 14-10-2009 | Lima   | Bolivia   | 1:0   | Victoria  | Clasificación Mundial 2010 |

### Participaciones en Eliminatorias
| Eliminatorias                 | Selección | Resultado  | Partidos | Goles |
| ----------------------------- | --------- | ---------- | -------- | ----- |
| Eliminatorias Mundial de 2010 | Perú      | 10.º lugar | 11       | 3     |

## Clubes

### Como jugador
| Club               | País     | Año         | PJ (G)    |
| ------------------ | -------- | ----------- | --------- |
| León de Huánuco    | Perú     | 1995        | 18 (3)    |
| Unión Minas        | Perú     | 1996 - 1997 | 13 (1)    |
| Sport Agustino     | Perú     | 1997        | ? (?)     |
| Alcides Vigo       | Perú     | 1998        | 10 (4)    |
| Deportivo Pesquero | Perú     | 1999        | 20 (7)    |
| Sport Boys         | Perú     | 2000        | 30 (7)    |
| Unión Minas        | Perú     | 2001        | 16 (9)    |
| Sport Boys         | Perú     | 2001        | 18 (8)    |
| Alianza Lima       | Perú     | 2002        | 4 (1)     |
| Coronel Bolognesi  | Perú     | 2003 - 2004 | 67 (40)   |
| Alianza Lima       | Perú     | 2005 - 2006 | 49 (7)    |
| Coronel Bolognesi  | Perú     | 2006        | 18 (9)    |
| Universitario      | Perú     | 2007        | 44 (19)   |
| Once Caldas        | Colombia | 2008 - 2009 | 66 (35)   |
| Atlante            | México   | 2010        | 32 (19)   |
| Universitario      | Perú     | 2011        | 26 (12)   |
| Atlético Nacional  | Colombia | 2012        | 21 (3)    |
| Águilas Doradas    | Colombia | 2012        | 17 (6)    |
| León de Huánuco    | Perú     | 2013 - 2014 | 49 (19)   |
| Águilas Doradas    | Colombia | 2014 - 2015 | 52 (13)   |
| UTC                | Perú     | 2016        | 35 (13)   |
| Sport Boys         | Perú     | 2017        | 22 (9)    |
| Total              | Total    | 1995-2017   | 647 (250) |

### Otros cargos
| Club            | País     | Año           | Rol                |
| --------------- | -------- | ------------- | ------------------ |
| Águilas Doradas | Colombia | 2018-2019     | Asistente técnico  |
| Águilas Doradas | Colombia | 2022-presente | Delegado deportivo |

### Como entrenador
| Club            | País     | Año      |
| --------------- | -------- | -------- |
| Águilas Doradas | Colombia | 2021 (E) |

## Estadística como jugador
Actualizado de acuerdo al fin de carrera: 26 de noviembre de 2017.
| Club                          | Div.          | Temporada     | Liga  | Liga  | Copa Nacional | Copa Nacional | Copa Internacional | Copa Internacional | Total | Total |
| Club                          | Div.          | Temporada     | Part. | Goles | Part.         | Goles         | Part.              | Goles              | Part. | Goles |
| ----------------------------- | ------------- | ------------- | ----- | ----- | ------------- | ------------- | ------------------ | ------------------ | ----- | ----- |
| Once Caldas · Colombia        | 1.ª           | 2008          | 27    | 13    | 4             | 3             | -                  | -                  | 31    | 16    |
| Once Caldas · Colombia        | 1.ª           | 2009          | 39    | 22    | 0             | 0             | -                  | -                  | 39    | 22    |
| Once Caldas · Colombia        | Total club    | Total club    | 66    | 35    | 4             | 3             | 0                  | 0                  | 70    | 38    |
| Atlético Nacional · Colombia  | 1.ª           | 2012-l        | 12    | 0     | 9             | 3             | -                  | -                  | 21    | 3     |
| Atlético Nacional · Colombia  | Total club    | Total club    | 12    | 0     | 9             | 3             | 0                  | 0                  | 21    | 3     |
| Rionegro Águilas · Colombia   | 1.ª           | 2012-ll       | 11    | 6     | -             | -             | -                  | -                  | 11    | 6     |
| Rionegro Águilas · Colombia   | 1.ª           | 2014-ll       | 20    | 6     | 3             | 1             | 2                  | 1                  | 25    | 8     |
| Rionegro Águilas · Colombia   | 1.ª           | 2015          | 23    | 5     | 1             | 0             | 3                  | 0                  | 27    | 5     |
| Rionegro Águilas · Colombia   | Total club    | Total club    | 55    | 17    | 4             | 1             | 5                  | 1                  | 63    | 19    |
| C. U. T. de Cajamarca · Perú  | 1.ª           | 2015-16       | 35    | 14    | -             | -             | -                  | -                  | 35    | 4     |
| C. U. T. de Cajamarca · Perú  | Total club    | Total club    | 35    | 14    | 0             | 0             | 0                  | 0                  | 35    | 14    |
| Sport Boys Association · Perú | 2.ª           | 2017          | 23    | 9     | -             | -             | -                  | -                  | 23    | 9     |
| Sport Boys Association · Perú | Total club    | Total club    | 23    | 9     | 0             | 0             | 0                  | 0                  | 23    | 9     |
| Total carrera                 | Total carrera | Total carrera | 191   | 177   | 19            | 7             | 5                  | 1                  | 214   | 83    |

### Resumen estadístico
- Actualizado el 22 de septiembre de 2018.

| Competición                  | Partidos | Goles | Promedio |
| ---------------------------- | -------- | ----- | -------- |
| Primera División del Perú    | 381      | 143   | 0.37     |
| Primera División de Colombia | 133      | 52    | 0.39     |
| Primera División de México   | 32       | 19    | 0.61     |
| Segunda División del Perú    | 32       | 13    | 0.40     |
| Copa Colombia                | 19       | 7     | 0.36     |
| Torneo del Inca              | 12       | 6     | 0.50     |
| Copas Internacionales        | 21       | 7     | 0.33     |
| Selección Perú               | 17       | 3     | 0.18     |
| Total                        | 647      | 250   | 0.38     |

## Estadística como entrenador
Actualizado al 21 de noviembre de 2021.
| Águilas Doradas · Colombia |   |   |   |   |   |   |      |
| Primera División 2021      | 1 | 1 | 0 | 0 | 1 | 0 | (+1) |
| Total club                 | 1 | 1 | 0 | 0 | 1 | 0 | (+1) |

## Palmarés

### Campeonatos nacionales
| Título                    | Club         | País     | Año  |
| ------------------------- | ------------ | -------- | ---- |
| Torneo Apertura           | Alianza Lima | Perú     | 2006 |
| Torneo Apertura           | Once Caldas  | Colombia | 2009 |
| Segunda División del Perú | Sport Boys   | Perú     | 2017 |

### Distinciones individuales
| Distinción                                                                             | Año  |
| -------------------------------------------------------------------------------------- | ---- |
| Goleador de la Primera División del Perú                                               | 2007 |
| Premio Menéndez Sports                                                                 | 2007 |
| Segundo máximo goleador de la Liga Colombiana                                          | 2009 |
| Citlalli al Campeón de goleo de la Primera División de México                          | 2010 |
| Mejor Jugador de la Primera División de México según el portal mexicano "Medio Tiempo" | 2010 |